# Șciurivți, Izeaslav
Șciurivți (în ucraineană Щурівці) este localitatea de reședință a comunei Șciurivți din raionul Izeaslav, regiunea Hmelnîțkîi, Ucraina.

## Demografie
Componența lingvistică a localității Șciurivți
     Ucraineană (99,81%)
     Alte limbi (0,19%)
Conform recensământului din 2001, majoritatea populației localității Șciurivți era vorbitoare de ucraineană (99,81%), existând în minoritate și vorbitori de alte limbi.